# 布赖恩·博鲁
布萊恩·博鲁（英語：Brian Boru，約941年—1014年4月23日），是一位愛爾蘭至尊王。
布萊恩·博鲁一生都在四处征战，978年统一芒斯特王國全境，成为芒斯特国王。1002年推翻麥爾·舍赫奈爾·馬克·多姆奈爾，自立为爱尔兰至尊王。1014年在与丹麦人的决战中被杀，但这场决战也使爱尔兰摆脱丹麦人的奴役。